# A Counterfeit Scent
A Counterfeit Scent est un film américain réalisé par Reggie Morris, sorti en 1917.

## Fiche technique
- Titre original : A Counterfeit Scent
- Réalisation : Reggie Morris
- Société de production : Keystone
- Société de distribution : Keystone
- Pays de production :  États-Unis
- Langue originale : anglais
- Format : noir et blanc — 35 mm — 1,37:1 — Film muet
- Genre : Comédie
- Durée : une bobine (300 m)
- Date de sortie :
  - États-Unis : 23 décembre 1917

## Distribution
- Frank Bond
- Rose Carter
- Raymond Griffith
- Martin Kinney
- Myrtle Lind